# Magda Lagerman
Magdalena (Magda) Ingeborg Lagerman, född Harteveld den 29 december 1909 i Moskva, död den 19 oktober 1990 i Högalids församling i Stockholm, var en svensk författare och översättare. Efter två diktsamlingar i slutet av 1940-talet följde ett långt uppehåll – delvis ägnat åt översättande – varefter hon under en femårsperiod skrev dussinet kärleksromaner. 
Hon översatte från ryska och engelska och (i mindre utsträckning) från norska och italienska.
Hon var dotter till tonsättaren och musikprofessorn Wilhelm Harteveld och Anna Harteveld, född Peder. Under hennes tidiga år bodde familjen i Moskva men återvände efter ryska revolutionen till Stockholm. Där gick Magda Lagerman i Franska skolan och Whitlockska samskolan. Hon var 1953 gift med med. lic. Sture Lagerman men senare omgift och skrev sig 1969 Magda Lagerman-Gren. Hon är gravsatt i minneslunden på Berthåga kyrkogård i Uppsala.

## Priser
- Boklotteriets stipendiater 1953